# Herman III van Twickelo
Herman III van Twickelo de Jonge (? - 1422) was een Twents edelman en heer van Twickel tussen 1417 en 1422. Hij was de tweede zoon van Herman II van Twickelo, de tweede heer van Twickel. Herman III van Twickelo trad voor 1408 in het huwelijk met Griete van Bevervoorde. Uit dat huwelijk zijn de volgende kinderen bekend:
- Grete van Twickelo (overleden na 1447), zij trouwde in 1433 met Berend van Wullen
- Johan I van Twickelo (circa 1409-1449), hij volgde na diens overlijden zijn vader op in 1422.